# Associazione di Eta Chamaeleontis
L'associazione di Eta Chamaeleontis è una piccola associazione stellare visibile in direzione della costellazione del Camaleonte.
La sua osservazione amatoriale è praticamente impossibile, poiché le sue componenti stellari si confondono completamente nel campo stellare in cui si trova; in effetti è stata scoperta principalmente grazie ad osservazioni condotte ai raggi X; si tratta di uno degli ammassi stellari più vicini in assoluto al sistema solare, la cui distanza, quantificata in circa 97 parsec (316 anni luce), è superiore soltanto a quella di altri tre ammassi: l'Associazione dell'Orsa Maggiore (25 parsec), le Iadi (48 parsec) e l'Ammasso aperto della Chioma di Berenice (83 parsec).
L'associazione di Eta Chamaeleontis è formata dalla stessa stella η Chamaeleontis, che costituisce il membro più luminoso e massiccio, e da una dozzina di astri pre-sequenza principale, in prevalenza stelle T Tauri a debole emissione (WTTS), fra i quali sono comprese la variabile RS Chamaeleontis e HD 75505; la massa delle componenti stellari è compresa fra 3 e 0,1 M⊙. Si ritiene che l'associazione non abbia un'età superiore agli 8 milioni di anni, pertanto la sua origine deve essere ricercata nelle strutture galattiche situate nelle sue immediate vicinanze; dagli studi sulla sua velocità radiale è in effetti emerso che quest'associazione risulta essere connessa alla vicina Associazione Scorpius-Centaurus e in particolare al suo sottogruppo più meridionale, il Centauro inferiore-Croce (LCC, distante 118 parsec): il moto proprio delle due associazioni è infatti compatibile.
Benché a breve distanza (circa 70 parsec) dall'associazione si trovi la Nube del Camaleonte, in cui è attiva la formazione stellare, sembrerebbe che l'origine dell'associazione non sia direttamente connessa con questa nube. In effetti esiste una grande struttura filamentare di idrogeno neutro che si estende parallelamente al piano galattico a una latitudine galattica di −25°, comparabile quindi con quella dell'associazione di Eta Chamaeleontis e che potrebbe essere una controparte meridionale della superbolla Loop I (o North Polar Spur). Questa struttura avrebbe una massa di 10 000 M⊙ e la sua distanza, pari a 100-115 parsec, è paragonabile a quella del gruppo LCC; se si intendono queste strutture come parte di un involucro sferico, il centro di questa sfera ricade in direzione dello stesso gruppo LCC. Ciò comporta pertanto che l'associazione di Eta Chamaeleontis ricada entro i confini della Loop I; l'espansione della superbolla è stata causata dall'onda d'urto generata dall'esplosione di una o più supernovae facenti parte dell'associazione Scorpius-Centaurus. Questo spiega perché l'associazione di Eta Chamaeleontis non è più collegata ai complessi di nubi da cui si è originata: l'esplosione delle supernovae ha infatti probabilmente ripulito l'ambiente circostante all'associazione dai gas che l'avevano generata.